# SN 2009cj
SN 2009cj – supernowa typu Ia odkryta 21 marca 2009 roku w galaktyce A094530+0632. W momencie odkrycia miała maksymalną jasność 17,80m.